# 吉野橋 (新町川)
吉野橋（よしのばし）は、新町川上流部の徳島県道30号徳島鴨島線に架かる平面の橋である。
徳島県徳島市中吉野町4丁目（西岸）と中吉野町3丁目（東岸）を結ぶ。

## 概要
1924年（大正13年）に完成。2008年に架け替えられた。
徳島県道30号徳島鴨島線のうち鮎喰川の中鮎喰橋から吉野橋付近までを田宮街道と通称している。
吉野橋付近には、大型マンション（サーパス吉野橋）や、ヤマダ電機徳島本店、中四国最大規模のパチンコ店（ミリオン中吉野店）等が建設され、発展を遂げている。

## 歴史
- 1924年（大正13年） - 徳島県徳島市中吉野町4丁目（西岸）と中吉野町3丁目（東岸）を結ぶ位置に架設。
- 2005年（平成17年） - 田宮街道（徳島県道30号徳島鴨島線）拡張工事のため、架け替えされる。

## 隣の橋梁
（上流） - 蛭子橋 - 吉野橋 - 三ツ合橋 - （下流）